# Korea Południowa na Zimowych Igrzyskach Olimpijskich 2018
Koreę Południową na Zimowych Igrzyskach Olimpijskich 2018 reprezentowało 122 zawodników: 78 mężczyzn i 45 kobiet. Był to osiemnasty start reprezentacji Korei Południowej na zimowych igrzyskach olimpijskich.

## Statystyki według dyscyplin
| Lp.     | Dyscyplina            | Mężczyźni | Kobiety | Łącznie |
| ------- | --------------------- | --------- | ------- | ------- |
| 1       | Biathlon              | 1         | 5       | 6       |
| 2       | Biegi narciarskie     | 2         | 2       | 4       |
| 3       | Bobsleje              | 4         | 2       | 6       |
| 4       | Curling               | 6         | 6       | 12      |
| 5       | Hokej na lodzie       | –         | 25      | 25      |
| 6       | Kombinacja norweska   | 1         | –       | 1       |
| 7       | Łyżwiarstwo figurowe  | 3         | 4       | 7       |
| 8       | Łyżwiarstwo szybkie   | 9         | 7       | 16      |
| 9       | Narciarstwo alpejskie | 2         | 2       | 4       |
| 10      | Narciarstwo dowolne   | 4         | 5       | 9       |
| 11      | Saneczkarstwo         | 3         | 2       | 5       |
| 12      | Short track           | 5         | 5       | 10      |
| 13      | Skeleton              | 2         | 1       | 3       |
| 14      | Skoki narciarskie     | 4         | 1       | 5       |
| 15      | Snowboarding          | 7         | 3       | 10      |
| Łącznie | Łącznie               | 78        | 45      | 122     |

## Zdobyte medale
| Medal  | Zawodnik                                                          | Dyscyplina          | Konkurencja               | Rezultat                                       | Data      |
| ------ | ----------------------------------------------------------------- | ------------------- | ------------------------- | ---------------------------------------------- | --------- |
| Złoto  | Lee Seung-hoon                                                    | Łyżwiarstwo szybkie | bieg masowy mężczyzn      | 7:43,97                                        | 24 lutego |
| Złoto  | Lim Hyo-jun                                                       | Short track         | bieg na 1500 m mężczyzn   | 2:10,485                                       | 10 lutego |
| Złoto  | Choi Min-jeong                                                    | Short track         | bieg na 1500 m kobiet     | 2:24,948                                       | 17 lutego |
| Złoto  | Shim Suk-hee Choi Min-jeong Kim Ye-jin Lee Yu-bin                 | Short track         | sztafeta kobiet           | 4:07,361                                       | 20 lutego |
| Złoto  | Yun Sung-bin                                                      | Skeleteon           | mężczyźni                 | 3:20,55                                        | 16 lutego |
| Srebro | Won Yun-jong Jun Jung-lin Seo Young-woo Kim Dong-hyun             | Bobsleje            | czwórki mężczyzn          | 3:16,38                                        | 25 lutego |
| Srebro | Kim Eun-jung Kim Kyeong-ae Kim Seon-yeong Kim Yeong-mi Kim Cho-hi | Curling             | turniej kobiet            | W finałowym meczu uległy reprezentacji Szwecji | 25 lutego |
| Srebro | Cha Min-kyu                                                       | Łyżwiarstwo szybkie | 500 m mężczyzn            | 34,42 s                                        | 19 lutego |
| Srebro | Lee Seung-hoon Chung Jae-won Kim Min-seok                         | Łyżwiarstwo szybkie | bieg drużynowy mężzzyzn   | 3:38,52                                        | 21 lutego |
| Srebro | Lee Sang-hwa                                                      | Łyżwiarstwo szybkie | 500 m kobiet              | 37,33 s                                        | 18 lutego |
| Srebro | Kim Bo-reum                                                       | Łyżwiarstwo szybkie | bieg masowy kobiet        | 8:32,99                                        | 24 lutego |
| Srebro | Hwang Dae-heon                                                    | Short track         | bieg na 500 m mężczyzn    | 39,854                                         | 22 lutego |
| Srebro | Lee Sang-ho                                                       | Snowboarding        | slalom rónoległy mężczyzn |                                                | 24 lutego |
| Brąz   | Kim Tae-yun                                                       | Łyżwiarstwo szybkie | 1000 m mężczyzn           | 1:08,22                                        | 23 lutego |
| Brąz   | Kim Min-seok                                                      | Łyżwiarstwo szybkie | 1500 m mężczyzn           | 1:44,93                                        | 13 lutego |
| Brąz   | Lim Hyo-jun                                                       | Short track         | Bieg na 500 m mężczyzn    | 39,919                                         | 22 lutego |
| Brąz   | Seo Yi-ra                                                         | Short track         | bieg na 1000 m mężczyzn   | 1:31,619                                       | 17 lutego |

## Skład kadry

### Biathlon
| Zawodnik                                                 | Konkurencja                  | Czas      | Kary | Pozycja | Źródło |
| -------------------------------------------------------- | ---------------------------- | --------- | ---- | ------- | ------ |
| Timofiej Łapszyn                                         | Sprint mężczyzn              | 24:22,6   | 1    | 16.     | [ 1 ]  |
| Timofiej Łapszyn                                         | Bieg pościgowy mężczyzn      | 35:50,7   | 4    | 22.     | [ 2 ]  |
| Timofiej Łapszyn                                         | Bieg indywidualny            | 50:28,6   | 1    | 20.     | [ 3 ]  |
| Timofiej Łapszyn                                         | bieg ze startu wspólnego (m) | 38:07,4   | 1    | 25.     | [ 4 ]  |
| Anna Frolina                                             | Sprint kobiet                | 22:56,9   | 3    | 32.     | [ 5 ]  |
| Ko Eun-jung                                              | Sprint kobiet                | 25:12,1   | 2    | 78.     | [ 5 ]  |
| Mun Ji-hee                                               | Sprint kobiet                | 25:26,6   | 6    | 82.     | [ 5 ]  |
| Jekaterina Awwakumowa                                    | Sprint kobiet                | 26:24,9   | 6    | 87.     | [ 5 ]  |
| Anna Frolina                                             | bieg pościgowy kobiet        | 36:14,2   | 8    | 50.     | [ 6 ]  |
| Jekaterina Awwakumowa                                    | Bieg indywidualny            | 44:25,3   | 1    | 16.     | [ 7 ]  |
| Anna Frolina                                             | Bieg indywidualny            | 47:50,4   | 5    | 61.     | [ 7 ]  |
| Mun Ji-hee                                               | Bieg indywidualny            | 50:21,5   | 7    | 78.     | [ 7 ]  |
| Jung Yu-mi                                               | Bieg indywidualny            | 53:32,8   | 6    | 86.     | [ 7 ]  |
| Anna Frolina Ekaterina Avvakumova Mun Ji-hee Ko Eun-jung | Sztafeta 4 × 6 km            | 1:20:20,6 | 6    | 18.     | [ 8 ]  |

### Biegi narciarskie
Mężczyźni
| Zawodnik              | Konkurencja      | Eliminacje | Eliminacje | Ćwierćfinał | Ćwierćfinał | Półfinał | Półfinał | Finał     | Finał   | Źródło |
| Zawodnik              | Konkurencja      | czas       | Pozycja    | czas        | Pozycja     | czas     | Pozycja  | czas      | Pozycja | Źródło |
| --------------------- | ---------------- | ---------- | ---------- | ----------- | ----------- | -------- | -------- | --------- | ------- | ------ |
| Magnus Kim            | Bieg na 15 km    | N/A        | N/A        | N/A         | N/A         | N/A      | N/A      | 36:39,0   | 45.     | [ 9 ]  |
| Kim Eun-ho            | Bieg na 15 km    | N/A        | N/A        | N/A         | N/A         | N/A      | N/A      | 39:07,9   | 85.     | [ 9 ]  |
| Kim Eun-ho            | Bieg na 30 km    | N/A        | N/A        | N/A         | N/A         | N/A      | N/A      | LAP       | 65.     | [ 10 ] |
| Kim Eun-ho            | Bieg na 50 km    | N/A        | N/A        | N/A         | N/A         | N/A      | N/A      | LAP       | –       | [ 11 ] |
| Magnus Kim            | Bieg na 50 km    | N/A        | N/A        | N/A         | N/A         | N/A      | N/A      | 2:24:14,0 | 47.     | [ 11 ] |
| Magnus Kim            | Sprint           | 3:22,36    | 49.        | NQ          | NQ          | NQ       | NQ       | NQ        | NQ      | [ 12 ] |
| Magnus Kim Kim Eun-ho | Sprint drużynowy | N/A        | N/A        | N/A         | N/A         | 17:56,71 | 13.      | NQ        | NQ      | [ 13 ] |

Kobiety
| Zawodnik               | Konkurencja      | Eliminacje | Eliminacje | Ćwierćfinał | Ćwierćfinał | Półfinał | Półfinał | Finał   | Finał   | Źródło |
| Zawodnik               | Konkurencja      | czas       | Pozycja    | czas        | Pozycja     | czas     | Pozycja  | czas    | Pozycja | Źródło |
| ---------------------- | ---------------- | ---------- | ---------- | ----------- | ----------- | -------- | -------- | ------- | ------- | ------ |
| Lee Chae-won           | Bieg na 10 km    | N/A        | N/A        | N/A         | N/A         | N/A      | N/A      | 28:37,5 | 51.     | [ 14 ] |
| Ju Hye-ri              | Bieg na 10 km    | N/A        | N/A        | N/A         | N/A         | N/A      | N/A      | 31:27,1 | 79.     | [ 14 ] |
| Lee Chae-won           | Bieg na 15 km    | N/A        | N/A        | N/A         | N/A         | N/A      | N/A      | 46:44,5 | 57.     | [ 15 ] |
| Ju Hye-ri              | Sprint           | 4:11,92    | 67.        | NQ          | NQ          | NQ       | NQ       | NQ      | NQ      | [ 16 ] |
| Lee Chae-won Ju Hye-ri | Sprint drużynowy | N/A        | N/A        | N/A         | N/A         | 19:19,17 | 11.      | NQ      | NQ      | [ 17 ] |

### Bobsleje
| Zawodnicy                                             | Konkurencja     | Ślizg 1 | Ślizg 1 | Ślizg 2 | Ślizg 2 | Ślizg 3 | Ślizg 3 | Ślizg 4 | Ślizg 4 | Łącznie | Pozycja | Źródło |
| Zawodnicy                                             | Konkurencja     | Czas    | Miejsce | Czas    | Miejsce | Czas    | Miejsce | Czas    | Miejsce | Łącznie | Pozycja | Źródło |
| ----------------------------------------------------- | --------------- | ------- | ------- | ------- | ------- | ------- | ------- | ------- | ------- | ------- | ------- | ------ |
| Won Yun-jong Seo Young-woo                            | Dwójki mężczyzn | 49,50   | 11.     | 49,39   | 3.      | 49,15   | 5.      | 49,36   | 5.      | 3:17,40 | 6.      | [ 18 ] |
| Won Yun-jong Jun Jung-lin Seo Young-woo Kim Dong-hyun | Czwórki         | 48,65   | 2.      | 49,19   | 4.      | 48,89   | 3.      | 49,65   | 10.     | 3:16,38 | srebro  | [ 19 ] |
| Kim Yoo-ran Kim Min-seong                             | Dwójki kobiet   | 51,24   | 12.     | 51,20   | 11.     | 51,32   | 12.     | 51,55   | 16.     | 3:25,31 | 14.     | [ 20 ] |

### Curling
| Drużyna                                                           | Konkurencja            | Faza grupowa             | Faza grupowa     | Faza grupowa     | Faza grupowa            | Faza grupowa           | Faza grupowa     | Faza grupowa            | Faza grupowa           | Faza grupowa     | Faza grupowa | Tie-breaker      | Półfinały        | Finał/3.miejsce  | Pozycja | Źródło |
| Drużyna                                                           | Konkurencja            | Przeciwnik Wynik         | Przeciwnik Wynik | Przeciwnik Wynik | Przeciwnik Wynik        | Przeciwnik Wynik       | Przeciwnik Wynik | Przeciwnik Wynik        | Przeciwnik Wynik       | Przeciwnik Wynik | Pozycja      | Przeciwnik Wynik | Przeciwnik Wynik | Przeciwnik Wynik | Pozycja | Źródło |
| ----------------------------------------------------------------- | ---------------------- | ------------------------ | ---------------- | ---------------- | ----------------------- | ---------------------- | ---------------- | ----------------------- | ---------------------- | ---------------- | ------------ | ---------------- | ---------------- | ---------------- | ------- | ------ |
| Kim Eun-jung Kim Kyeong-ae Kim Seon-yeong Kim Yeong-mi Kim Cho-hi | Turniej kobiet         | Kanada · 8:6             | Japonia · 5:7    | Szwajcaria · 7:5 | Wielka Brytania · 7:4   | Chiny · 12:5           | Szwecja · 7:6    | Stany Zjednoczone · 9:6 | Sportowcy z Rosji 11:2 | Dania · 9:3      | 1.           | N/A              | Japonia · 8:7    | Szwecja · 8:3    | srebro  | [ 21 ] |
| Kim Chang-min Seong Se-hyeon Kim Min-chan Lee Ki-bok Oh Eun-su    | turniej mężczyzn       | Stany Zjednoczone · 7:11 | Szwecja · 2:7    | Norwegia · 5:7   | Kanada · 6:7            | Wielka Brytania · 11:5 | Dania · 8:9      | Włochy · 8:6            | Szwajcaria · 8:7       | Japonia · 10:4   | 7.           | NQ               | NQ               | NQ               | 7.      | [ 21 ] |
| Jang Hye-ji Lee Ki-jeong                                          | turniej par mieszanych | Finlandia · 9:4          | Chiny · 7:8      | Norwegia · 3:8   | Stany Zjednoczone · 9:1 | Sportowcy z Rosji 5:6  | Szwajcaria · 4:6 | Kanada · 3:7            | N/A                    | N/A              | 6.           | NQ               | NQ               | NQ               | 5.      | [ 21 ] |

### Hokej na lodzie
Turniej mężczyzn
Reprezentacja mężczyzn
| - Matt Dalton - Park Gye-hoon - Park Sung-je - Cho Hyung-gon - Kim Won-jun - Lee Don-ku - Oh Hyon-ho - Alex Plante - Eric Regan - Seo Yeong-jun - Bryan Young - Ahn Jin-hui - Cho Min-ho |  | - Jeon Jung-woo - Kim Ki-sung - Kim Sang-wook - Kim Won-jung - Lee Young-jun - Park Jin-kyu - Park Woo-sang - Brock Radunske - Shin Sang-hoon - Shin Sang-woo - Michael Swift - Mike Testwuide |

| Drużyna          | Konkurencja | Faza grupowa     | Faza grupowa     | Faza grupowa     | Faza grupowa | Runda kwalifikacyjna | Ćwierćfinały     | Półfinały        | Finał            | Pozycja | Źródło |
| Drużyna          | Konkurencja | Przeciwnik Wynik | Przeciwnik Wynik | Przeciwnik Wynik | Pozycja      | Przeciwnik Wynik     | Przeciwnik Wynik | Przeciwnik Wynik | Przeciwnik Wynik | Pozycja | Źródło |
| ---------------- | ----------- | ---------------- | ---------------- | ---------------- | ------------ | -------------------- | ---------------- | ---------------- | ---------------- | ------- | ------ |
| Korea Południowa | mężczyźni   | Czechy 1:2       | Szwajcaria 0:8   | Kanada 0:4       | 4.           | Finlandia 2:5        | NQ               | NQ               | NQ               | 12.     | [ 22 ] |

### Kombinacja norweska
| Zawodnik   | Konkurencja             | Skoki narciarskie | Skoki narciarskie | Skoki narciarskie | Skoki narciarskie | Bieg narciarski | Bieg narciarski | Bieg narciarski | Strata   | Pozycja | Źródło        |
| Zawodnik   | Konkurencja             | Odległość         | Nota              | Pozycja           | Strata czasowa    | Czas biegu      | Pozycja         | Czas łączny     | Strata   | Pozycja | Źródło        |
| ---------- | ----------------------- | ----------------- | ----------------- | ----------------- | ----------------- | --------------- | --------------- | --------------- | -------- | ------- | ------------- |
| Park Je-un | skocznia normalna/10 km | 86,0              | 73,3              | 42.               | + 3:49            | 27:07,5         | 47.             | 30:56,5         | + 6:05,1 | 46.     | [ 23 ] [ 24 ] |
| Park Je-un | skocznia duża/10 km     | 104,5             | 60,4              | 48.               | + 5:14            | 26:14,8         | 45.             | 31:28,8         | + 7:36,3 | 47.     | [ 25 ] [ 26 ] |

### Łyżwiarstwo figurowe
| Zawodnik                      | Konkurencja   | Program krótki | Program krótki | Program dowolny | Program dowolny | Łączna nota | Pozycja | Źródło               |
| Zawodnik                      | Konkurencja   | Nota           | Pozycja        | Nota            | Pozycja         | Łączna nota | Pozycja | Źródło               |
| ----------------------------- | ------------- | -------------- | -------------- | --------------- | --------------- | ----------- | ------- | -------------------- |
| Choi Da-bin                   | solistki      | 67,77          | 8.             | 131,49          | 8.              | 199,26      | 7.      | [ 27 ]               |
| Kim Ha-nul                    | solistki      | 54,33          | 21.            | 121,38          | 10.             | 175,71      | 13.     | [ 27 ]               |
| Cha Jun-hwan                  | soliści       | 83,43          | 15.            | 165,16          | 14.             | 248,59      | 15.     | [ 28 ] [ 29 ] [ 30 ] |
| Kim Kyu-eun Alex Kangchan Kam | pary sportowe | 42,93          | 22.            | NQ              | NQ              | 42,93       | 22.     | [ 31 ] [ 32 ] [ 33 ] |
| Min Yu-ra Alexander Gamelin   | Pary taneczne | 61,22          | 16.            | 86,52           | 19.             | 147,74      | 18.     | [ 34 ] [ 35 ] [ 36 ] |

Drużynowo
| Konkurencja      | Zawodnik                                                                               | Soliści       | Soliści | Solistki      | Solistki | Pary sportowe | Pary sportowe | Pary taneczne | Pary taneczne | Wynik  | Wynik   | Źródło                                                         |
| Konkurencja      | Zawodnik                                                                               | SP            | FS      | SP            | FS       | SP            | FS            | SD            | FD            | Punkty | Miejsce |                                                                |
| ---------------- | -------------------------------------------------------------------------------------- | ------------- | ------- | ------------- | -------- | ------------- | ------------- | ------------- | ------------- | ------ | ------- | -------------------------------------------------------------- |
| Zawody drużynowe | Cha Jun-hwan Choi Da-bin Kim Kyu-eun / Alex Kangchan Kam Min Yu-ra / Alexander Gamelin | 77,70 (5 pkt) | NQ      | 65,62 (5 pkt) | NQ       | 52,10 (1 pkt) | NQ            | 51,97 (2 pkt) | NQ            | 13     | 9.      | [ 37 ] [ 38 ] [ 39 ] [ 40 ] [ 41 ] [ 42 ] [ 43 ] [ 44 ] [ 45 ] |

### Łyżwiarstwo szybkie
| Zawodnik        | Konkurencja       | Czas     | Miejsce | Źródło |
| --------------- | ----------------- | -------- | ------- | ------ |
| Cha Min-kyu     | 500 m mężczyzn    | 34,42    | srebro  | [ 46 ] |
| Kim Jun-ho      | 500 m mężczyzn    | 35,01    | 12.     |        |
| Mo Tae-bum      | 500 m mężczyzn    | 35,154   | 16.     |        |
| Kim Tae-yun     | 1000 m mężczyzn   | 1:08,22  | srebro  | [ 47 ] |
| Cha Min-kyu     | 1000 m mężczyzn   | 1:09,27  | 12.     | [ 47 ] |
| Chung Jae-woong | 1000 m mężczyzn   | 1:09,43  | 13.     | [ 47 ] |
| Kim Min-seok    | 1500 m mężczyzn   | 1:44,93  | brąz    | [ 48 ] |
| Joo Hyong-jun   | 1500 m mężczyzn   | 1:46,65  | 17.     | [ 48 ] |
| Lee Seung-hoon  | 5000 m mężczyzn   | 6:14,15  | 5.      | [ 49 ] |
| Lee Seung-hoon  | 10 000 m mężczyzn | 12:55,54 | 4.      | [ 50 ] |
| Lee Sang-hwa    | 500 m kobiet      | 37,33    | srebro  | [ 51 ] |
| Kim Hyun-yung   | 500 m kobiet      | 38,251   | 12.     | [ 51 ] |
| Kim Min-sun     | 500 m kobiet      | 38,534   | 16.     | [ 51 ] |
| Park Seung-hi   | 1000 m kobiet     | 1:16,11  | 16.     | [ 52 ] |
| Kim Hyun-yung   | 1000 m kobiet     | 1:16,366 | 18.     | [ 52 ] |
| No Seon-yeong   | 1500 m kobiet     | 1:58,75  | 14.     | [ 53 ] |
| Kim Bo-reum     | 3000 m kobiet     | 4:12,79  | 18.     | [ 54 ] |

| Zawodnik                              | Konkurencja             | Ćwierćfinał | Ćwierćfinał | Półfinał   | Półfinał | Finał      | Finał   | Pozycja | Źródło |
| Zawodnik                              | Konkurencja             | Przeciwnik  | Czas        | Przeciwnik | Czas     | Przeciwnik | Czas    | Pozycja | Źródło |
| ------------------------------------- | ----------------------- | ----------- | ----------- | ---------- | -------- | ---------- | ------- | ------- | ------ |
| Chung Jae-won Lee Seung-hoon          | bieg drużynowy mężczyzn | Włochy      | 3:39,29     | Holandia   | 3:38,82  | Norwegia   | 3:38,52 | srebro  | [ 55 ] |
| Kim Bo-reum No Seon-yeong Park Ji-woo | bieg drużynowy kobiet   | Holandia    | 3:03,76     | NQ         | NQ       | Polska     | 3:07,30 | 8.      | [ 55 ] |
| Lee Seung-hoon                        | bieg masowy mężczyzn    | N/A         | N/A         | –          | 8:45,37  | –          | 7:43,97 | złoto   | [ 55 ] |
| Chung Jae-won                         | bieg masowy mężczyzn    | N/A         | N/A         | –          | 8:17,02  | –          | 8:32,71 | 8.      | [ 55 ] |
| Kim Bo-reum                           | bieg masowy kobiet      | N/A         | N/A         | –          | 9:22,21  | –          | 8:32,99 | srebro  | [ 55 ] |
| Park Ji-woo                           | bieg masowy kobiet      | N/A         | N/A         | –          | 8:33,43  | NQ         | NQ      | NQ      | [ 55 ] |

### Narciarstwo alpejskie
| Zawodnik       | Konkurencja         | 1 przejazd | 1 przejazd | 2 przejazd | 2 przejazd | Łącznie | Łącznie | Źródło |
| Zawodnik       | Konkurencja         | Czas       | Pozycja    | Czas       | Pozycja    | Czas    | Pozycja | Źródło |
| -------------- | ------------------- | ---------- | ---------- | ---------- | ---------- | ------- | ------- | ------ |
| Kim Dong-woo   | zjazd (m)           | N/A        | N/A        | N/A        | N/A        | 1:47,99 | 48.     | [ 57 ] |
| Kim Dong-woo   | supergigant (m)     | N/A        | N/A        | N/A        | N/A        | 1:31,64 | 44.     | [ 58 ] |
| Kim Dong-woo   | slalom gigant (m)   | 1:14,49    | 43.        | 1:15,56    | 41.        | 2:30,05 | 39.     | [ 59 ] |
| Jung Dong-hyun | slalom gigant (m)   | DNF        | DNF        | DNF        | DNF        | DNF     | DNF     | [ 59 ] |
| Jung Dong-hyun | slalom (m)          | 51,79      | 31.        | 53,28      | 28.        | 1:45,07 | 27.     | [ 60 ] |
| Kim Dong-woo   | slalom (m)          | DNF        | DNF        | DNF        | DNF        | DNF     | DNF     | [ 60 ] |
| Kim Dong-woo   | superkombinacja (m) | 1:24,05    | 56.        | 53,02      | 31.        | 2:17,04 | 33.     | [ 61 ] |
| Gim So-hui     | slalom gigant (k)   | 1:19,13    | 48.        | 1:16,24    | 45.        | 2:35,37 | 45.     | [ 62 ] |
| Kang Young-seo | slalom gigant (k)   | 1:19,67    | 50.        | 1:17,39    | 48.        | 2:37,06 | 47.     | [ 62 ] |
| Kang Young-seo | slalom (k)          | DNF        | DNF        | DNF        | DNF        | DNF     | DNF     | [ 63 ] |
| Gim So-hui     | slalom (k)          | DNF        | DNF        | DNF        | DNF        | DNF     | DNF     | [ 63 ] |

| Zawodnik                                              | Konkurencja | 1/8 finału        | Ćwierćfinał      | Półfinał         | Finał            | Źródło |
| Zawodnik                                              | Konkurencja | Przeciwnik Wynik  | Przeciwnik Wynik | Przeciwnik Wynik | Przeciwnik Wynik | Źródło |
| ----------------------------------------------------- | ----------- | ----------------- | ---------------- | ---------------- | ---------------- | ------ |
| Gim So-hui Kang Young-seo Jung Dong-hyun Kim Dong-woo | drużynowo   | Austria · p (0:4) | NQ               | NQ               | NQ               | [ 64 ] |

### Narciarstwo dowolne
Skoki akrobatyczne
| Zawodnicy      | Konkurencja               | Kwalifikacje | Kwalifikacje | Kwalifikacje | Kwalifikacje | Finał  | Finał   | Finał  | Finał   | Finał  | Finał   | Źródło        |
| Zawodnicy      | Konkurencja               | Skok 1       | Skok 1       | Skok 2       | Skok 2       | Skok 1 | Skok 1  | Skok 2 | Skok 2  | Skok 3 | Skok 3  | Źródło        |
| Zawodnicy      | Konkurencja               | Punkty       | Miejsce      | Punkty       | Miejsce      | Punkty | Miejsce | Punkty | Miejsce | Punkty | Miejsce | Źródło        |
| -------------- | ------------------------- | ------------ | ------------ | ------------ | ------------ | ------ | ------- | ------ | ------- | ------ | ------- | ------------- |
| Kim Kyoung-eun | skoki akrobatyczne kobiet | 35,67        | 25.          | 44,20        | 19.          | NQ     | NQ      | NQ     | NQ      | NQ     | NQ      | [ 65 ] [ 66 ] |

Jazda po muldach
| Zawodnicy      | Konkurencja               | Kwalifikacje | Kwalifikacje | Kwalifikacje | Kwalifikacje | Kwalifikacje | Kwalifikacje | Finał      | Finał      | Finał      | Finał      | Finał      | Finał      | Finał      | Finał      | Finał      | Źródło               |
| Zawodnicy      | Konkurencja               | Przejazd 1   | Przejazd 1   | Przejazd 1   | Przejazd 2   | Przejazd 2   | Przejazd 2   | Przejazd 1 | Przejazd 1 | Przejazd 1 | Przejazd 2 | Przejazd 2 | Przejazd 2 | Przejazd 3 | Przejazd 3 | Przejazd 3 | Źródło               |
| Zawodnicy      | Konkurencja               | Czas         | Punkty       | Miejsce      | Czas         | Punkty       | Miejsce      | Czas       | Punkty     | Miejsce    | Czas       | Punkty     | Miejsce    | Czas       | Punkty     | Miejsce    | Źródło               |
| -------------- | ------------------------- | ------------ | ------------ | ------------ | ------------ | ------------ | ------------ | ---------- | ---------- | ---------- | ---------- | ---------- | ---------- | ---------- | ---------- | ---------- | -------------------- |
| Choi Jae-woo   | jazda po muldach mężczyzn | 24,95        | 72,95        | 20.          | 25,93        | 81,23        | 1.           | 24,86      | 78,26      | 10.        | DNF        | DNF        | DNF        | NQ         | NQ         | NQ         | [ 67 ] [ 68 ] [ 69 ] |
| Kim Ji-hyon    | jazda po muldach mężczyzn | 26,05        | 68,85        | 24.          | 26,62        | 68,17        | 17.          | NQ         | NQ         | NQ         | NQ         | NQ         | NQ         | NQ         | NQ         | NQ         | [ 67 ] [ 68 ] [ 69 ] |
| Seo Myung-joon | jazda po muldach mężczyzn | 25,02        | 68,45        | 26.          | 25,41        | 69,51        | 18.          | NQ         | NQ         | NQ         | NQ         | NQ         | NQ         | NQ         | NQ         | NQ         | [ 67 ] [ 68 ] [ 69 ] |
| Seo Jee-won    | jazda po muldach kobiet   | 30,71        | 68,46        | 19.          | 31,55        | 68,68        | 14.          | NQ         | NQ         | NQ         | NQ         | NQ         | NQ         | NQ         | NQ         | NQ         | [ 70 ] [ 71 ]        |
| Seo Jung-hwa   | jazda po muldach kobiet   | 41,80        | 16,57        | 30.          | 29,45        | 71,58        | 6.           | 29,77      | 72,31      | 14.        | NQ         | NQ         | NQ         | NQ         | NQ         | NQ         | [ 70 ] [ 71 ]        |

Slopestyle, Halfpipe
| Zawodnicy    | Konkurencja       | Kwalifikacje | Kwalifikacje | Kwalifikacje | Kwalifikacje | Finał   | Finał   | Finał   | Finał     | Finał   | Źródło |
| Zawodnicy    | Konkurencja       | Ślizg 1      | Ślizg 2      | Najlepszy    | Miejsce      | Ślizg 1 | Ślizg 2 | Ślizg 3 | Najlepszy | Miejsce | Źródło |
| ------------ | ----------------- | ------------ | ------------ | ------------ | ------------ | ------- | ------- | ------- | --------- | ------- | ------ |
| Lee Mee-hyun | slopestyle kobiet | 46,80        | 72,80        | 72,80        | 13.          | NQ      | NQ      | NQ      | NQ        | NQ      | [ 72 ] |
| Lee Kang-bok | halfpipe mężczyzn | 5,80         | 13,00        | 13,00        | 27.          | NQ      | NQ      | NQ      | NQ        | NQ      | [ 73 ] |
| Jang Yu-jin  | halfpipe kobiet   | 64,40        | 60,00        | 64,00        | 18.          | NQ      | NQ      | NQ      | NQ        | NQ      | [ 74 ] |

### Saneczkarstwo
Mężczyźni
| Zawodnik                     | Konkurencja | Ślizg 1 | Ślizg 1 | Ślizg 2 | Ślizg 2 | Ślizg 3 | Ślizg 3 | Ślizg 4 | Ślizg 4 | Łącznie  | Pozycja | Źródło |
| Zawodnik                     | Konkurencja | Czas    | Pozycja | Czas    | Pozycja | Czas    | Pozycja | Czas    | Pozycja | Łącznie  | Pozycja | Źródło |
| ---------------------------- | ----------- | ------- | ------- | ------- | ------- | ------- | ------- | ------- | ------- | -------- | ------- | ------ |
| Lim Nam-kyu                  | Jedynki     | 49,461  | 31.     | 48,591  | 28.     | 48,620  | 29.     | NQ      | NQ      | 2:26,672 | 30.     | [ 75 ] |
| Park Jin-yong Cho Jung-myung | Dwójki      | 46,396  | 10.     | 46,276  | 8.      | N/A     | N/A     | N/A     | N/A     | 1:32,672 | 9.      | [ 76 ] |

Kobiety
| Zawodnik       | Konkurencja | Ślizg 1 | Ślizg 1 | Ślizg 2 | Ślizg 2 | Ślizg 3 | Ślizg 3 | Ślizg 4 | Ślizg 4 | Łącznie  | Pozycja | Źródło |
| Zawodnik       | Konkurencja | Czas    | Pozycja | Czas    | Pozycja | Czas    | Pozycja | Czas    | Pozycja | Łącznie  | Pozycja | Źródło |
| -------------- | ----------- | ------- | ------- | ------- | ------- | ------- | ------- | ------- | ------- | -------- | ------- | ------ |
| Aileen Frisch  | Jedynki     | 46,350  | 5.      | 46,456  | 9.      | 46,751  | 13.     | 16,843  | 11.     | 3:06,400 | 8.      | [ 77 ] |
| Sung Eun-ryung | Jedynki     | 46,918  | 18.     | 46,851  | 20.     | 47,205  | 18.     | 47,276  | 18.     | 3:08,250 | 18.     | [ 77 ] |

| Zawodnicy                                                | Konkurencja | Czas przejazdu       | Łącznie  | Pozycja | Źródło |
| -------------------------------------------------------- | ----------- | -------------------- | -------- | ------- | ------ |
| Aileen Frisch Lim Nam-kyu Park Jin-yong / Cho Jung-myung | sztafeta    | 47,211 49,854 49,478 | 2:26,543 | 9.      | [ 78 ] |

### Short track
Mężczyźni
| Zawodnik                                             | Konkurencja         | Kwalifikacje | Kwalifikacje | Ćwierćfinał | Ćwierćfinał | Półfinał | Półfinał | Finał    | Finał   | Źródło |
| Zawodnik                                             | Konkurencja         | Czas         | Miejsce      | Czas        | Miejsce     | Czas     | Miejsce  | Czas     | Miejsce | Źródło |
| ---------------------------------------------------- | ------------------- | ------------ | ------------ | ----------- | ----------- | -------- | -------- | -------- | ------- | ------ |
| Seo Yi-ra                                            | Bieg na 500 metrów  | 40,438       | 1.           | 1L17,779    | 4.          | NQ       | NQ       | NQ       | NQ      | [ 79 ] |
| Lim Hyo-jun                                          | Bieg na 500 metrów  | 40,418       | 1.           | 40,400      | 1.          | 40,132   | 2.       | 39,919   | brąz    | [ 79 ] |
| Hwang Dae-heon                                       | Bieg na 500 metrów  | 40,758       | 1.           | 40,861      | 2.          | 40,108   | 1.       | 39,854   | srebro  | [ 79 ] |
| Lim Hyo-jun                                          | Bieg na 1000 metrów | 1:23,971     | 1.           | 1:24,095    | 2.          | 1:26,463 | 1.       | 1:33,312 | 4.      | [ 79 ] |
| Seo Yi-ra                                            | Bieg na 1000 metrów | 1:24,734     | 2.           | 1:24,053    | 1.          | 1:24,317 | 2.       | 1:31,619 | brąz    | [ 79 ] |
| Hwang Dae-heon                                       | Bieg na 1000 metrów | 1:24,457     | 1.           | DSQ         | DSQ         | NQ       | NQ       | NQ       | NQ      | [ 79 ] |
| Hwang Dae-heon                                       | Bieg na 1500 metrów | 2:15,561     | 1.           | N/A         | N/A         | 2:11,469 | 2.       | DNF      | DNF     | [ 79 ] |
| Lim Hyo-jun                                          | Bieg na 1500 metrów | 2:13,891     | 1.           | N/A         | N/A         | 2:11,389 | 1.       | 2:10,485 | złoto   | [ 79 ] |
| Seo Yi-ra                                            | Bieg na 1500 metrów | 2:18,750     | 1.           | N/A         | N/A         | 2:11,126 | 3.       | 2:26,346 | 9.      | [ 79 ] |
| Hwang Dae-heon Kim Do-kyoum Kwak Yoon-gy Lim Hyo-jun | sztafeta 5000 m     | N/A          | N/A          | N/A         | N/A         | 6:34,510 | 1.       | 6:42,118 | 4.      | [ 79 ] |

Kobiety
| Zawodniczka                                       | Konkurencja          | Kwalifikacje | Kwalifikacje | Ćwierćfinał | Ćwierćfinał | Półfinał | Półfinał | Finał    | Finał   | Źródło |
| Zawodniczka                                       | Konkurencja          | Czas         | Miejsce      | Czas        | Miejsce     | Czas     | Miejsce  | Czas     | Miejsce | Źródło |
| ------------------------------------------------- | -------------------- | ------------ | ------------ | ----------- | ----------- | -------- | -------- | -------- | ------- | ------ |
| Shim Suk-hee                                      | Bieg na 500 metrów   | 43,048       | 3.           | NQ          | NQ          | NQ       | NQ       | NQ       | NQ      | [ 80 ] |
| Kim A-lang                                        | Bieg na 500 metrów   | 43,724       | 3.           | NQ          | NQ          | NQ       | NQ       | NQ       | NQ      | [ 80 ] |
| Choi Min-jeong                                    | Bieg na 500 metrów   | 42,870       | 1.           | 42,996      | 2.          | 42,422   | 1.       | NQ       | NQ      | [ 80 ] |
| Shim Suk-hee                                      | Bieg na 1000 metrów  | 1:34,940     | 1.           | 1:29,159    | 1.          | 1:30,974 | 2.       | DSQ      | DSQ     | [ 80 ] |
| Choi Min-jeong                                    | Bieg na 1000 metrów  | 1:31,190     | 1.           | 1:30,940    | 1.          | 1:31,131 | 3.       | 1:42,434 | 4.      | [ 80 ] |
| Kim A-lang                                        | Bieg na 1000 metrów  | 1:30,459     | 1.           | 1:30,137    | 2.          | 1:29,212 | 3.       | –        | 5.      | [ 80 ] |
| Shim Suk-hee                                      | Bieg na 1500 metrów  | 2:39,984     | 5.           | N/A         | N/A         | NQ       | NQ       | NQ       | NQ      | [ 80 ] |
| Kim A-lang                                        | Bieg na 1500 metrów  | 2:20,891     | 1.           | N/A         | N/A         | 2:22,691 | 1.       | 2:25,941 | 4.      | [ 80 ] |
| Choi Min-jeong                                    | Bieg na 1500 metrów  | 2:24,595     | 1.           | N/A         | N/A         | 2:22,295 | 1.       | 2:24,948 | złoto   | [ 80 ] |
| Shim Suk-hee Choi Min-jeong Kim Ye-jin Lee Yu-bin | Sztafeta 3000 metrów | N/A          | N/A          | N/A         | N/A         | 4:06,387 | 1.       | 4:07,361 | złoto   | [ 80 ] |

### Skeleton
| Zawodnik     | Konkurencja | Ślizg 1 | Ślizg 1 | Ślizg 2 | Ślizg 2 | Ślizg 3 | Ślizg 3 | Ślizg 4 | Ślizg 4 | Łącznie | Pozycja | Źródło |
| Zawodnik     | Konkurencja | Czas    | Pozycja | Czas    | Pozycja | Czas    | Pozycja | Czas    | Pozycja | Łącznie | Pozycja | Źródło |
| ------------ | ----------- | ------- | ------- | ------- | ------- | ------- | ------- | ------- | ------- | ------- | ------- | ------ |
| Yun Sung-bin | mężczyźni   | 50,28   | 1.      | 50,07   | 1.      | 50,18   | 1.      | 50,02   | 1.      | 3:20,55 | złoto   | [ 81 ] |
| Kim Ji-soo   | mężczyźni   | 50,80   | 4.      | 50,86   | 6.      | 50,51   | 4.      | 50,81   | 6.      | 3:22,98 | 6.      | [ 81 ] |
| Jeong Sophia | kobiety     | 52,47   | 7.      | 52,67   | 15.     | 52,47   | 15.     | 52,28   | 12.     | 3:29,89 | 15.     | [ 82 ] |

### Skoki narciarskie
Mężczyźni
| Konkurencja                                      | Skoczek                   | Kwalifikacje | Kwalifikacje | Kwalifikacje | Skok 1                 | Skok 1              | Skok 2    | Skok 2 | Nota  | Pozycja | Źródło               |
| Konkurencja                                      | Skoczek                   | odległość    | Nota         | Miejsce      | odległość              | Nota                | odległość | Nota   | Nota  | Pozycja | Źródło               |
| ------------------------------------------------ | ------------------------- | ------------ | ------------ | ------------ | ---------------------- | ------------------- | --------- | ------ | ----- | ------- | -------------------- |
| Choi Seou                                        | Skocznia normalna         | 89,0         | 94,7         | 39.          | 93,5                   | 83,9                | NQ        | NQ     | 83,9  | 41.     | [ 83 ] [ 84 ] [ 85 ] |
| Kim Hyun-ki                                      | Skocznia normalna         | 84,0         | 83,1         | 52.          | NQ                     | NQ                  | NQ        | NQ     | NQ    | NQ      | [ 83 ] [ 84 ] [ 85 ] |
| Choi Seou                                        | Skocznia duża             | 114,5        | 73,5         | 46.          | 114,0                  | 93,2                | NQ        | NQ     | 93,2  | 45.     | [ 86 ] [ 87 ] [ 88 ] |
| Kim Hyun-ki                                      | Skocznia duża             | 101,5        | 46,4         | 55.          | NQ                     | NQ                  | NQ        | NQ     | NQ    | NQ      | [ 86 ] [ 87 ] [ 88 ] |
| Park Guy-lim                                     | skocznia normalna kobiety | N/A          | N/A          | N/A          | 56,0                   | 14,2                | NQ        | NQ     | 14,2  | 35.     | [ 89 ]               |
| Kim Hyun-ki Park Je-un Choi Heung-chul Choi Seou | Konkurs drużynowy         | N/A          | N/A          | N/A          | 102,5 81,5 110,5 115,0 | 68,8 29,4 83,3 93,0 | NQ        | NQ     | 274,5 | 12.     | [ 90 ]               |

### Snowboarding
Big Air
| Zawodnik    | Konkurencja | Kwalifikacje | Kwalifikacje | Kwalifikacje | Kwalifikacje | Finał      | Finał      | Finał      | Finał | Finał   | Źródło        |
| Zawodnik    | Konkurencja | Przejazd 1   | Przejazd 2   | wynik        | Miejsce      | Przejazd 1 | Przejazd 2 | Przejazd 3 | wynik | Pozycja | Źródło        |
| ----------- | ----------- | ------------ | ------------ | ------------ | ------------ | ---------- | ---------- | ---------- | ----- | ------- | ------------- |
| Lee Min-sik | mężczyźni   | 68,75        | 72,25        | 72,25        | 14.          | NQ         | NQ         | NQ         | NQ    | NQ      | [ 91 ] [ 92 ] |

halfpipe, slopestyle
| Zawodnik      | Konkurencja         | Kwalifikacje | Kwalifikacje | Kwalifikacje | Kwalifikacje | Finał   | Finał   | Finał   | Finał | Finał   | Źródło        |
| Zawodnik      | Konkurencja         | Zjazd 1      | Zjazd 2      | Wynik        | Miejsce      | Zjazd 1 | Zjazd 2 | Zjazd 3 | wynik | Pozycja | Źródło        |
| ------------- | ------------------- | ------------ | ------------ | ------------ | ------------ | ------- | ------- | ------- | ----- | ------- | ------------- |
| Lee Kwang-ki  | halfpipe mężczyzn   | 75,00        | 72,00        | 75,00        | 14.          | NQ      | NQ      | NQ      | NQ    | NQ      | [ 93 ] [ 94 ] |
| Kweon Lee-jun | halfpipe mężczyzn   | 58,50        | 62,75        | 62,75        | 21.          | NQ      | NQ      | NQ      | NQ    | NQ      | [ 93 ] [ 94 ] |
| Kim Ho-jun    | halfpipe mężczyzn   | 54,50        | 10,25        | 54,50        | 24.          | NQ      | NQ      | NQ      | NQ    | NQ      | [ 93 ] [ 94 ] |
| Kwon Sun-oo   | halfpipe kobiet     | 19,25        | 35,00        | 35,00        | 20.          | NQ      | NQ      | NQ      | NQ    | NQ      | [ 95 ] [ 96 ] |
| Lee Min-sik   | slopestyle mężczyzn | DNS          | DNS          | DNS          | DNS          | DNS     | DNS     | DNS     | DNS   | DNS     | [ 97 ] [ 98 ] |

Slalom równoległy
| Zawodnik      | Konkurencja | Rozstawienie | Rozstawienie | 1/8 finału       | Ćwierćfinał     | Półfinał        | Finał                | Finał   | Źródło  |
| Zawodnik      | Konkurencja | Czas         | Miejsce      | Przeciwnik Czas  | Przeciwnik Czas | Przeciwnik Czas | Przeciwnik Czas      | Miejsce | Źródło  |
| ------------- | ----------- | ------------ | ------------ | ---------------- | --------------- | --------------- | -------------------- | ------- | ------- |
| Lee Sang-ho   | mężczyźni   | 1:25,06      | 3.           | Sarsembajew W    | Karl W          | Košir W         | Galmarini P (+ 0,43) | brąz    | [ 99 ]  |
| Kim Sang-kyum | mężczyźni   | 1:25,88      | 15.          | Košir P (+ 1,14) | NQ              | NQ              | NQ                   | NQ      | [ 99 ]  |
| Choi Bo-gun   | mężczyźni   | 1:26,78      | 26.          | NQ               | NQ              | NQ              | NQ                   | NQ      | [ 99 ]  |
| Jeong Hae-rim | kobiety     | 1:34,11      | 20.          | NQ               | NQ              | NQ              | NQ                   | NQ      | [ 100 ] |
| Shin Da-hae   | kobiety     | 1:36,04      | 25.          | NQ               | NQ              | NQ              | NQ                   | NQ      | [ 100 ] |